# Puchar Rumunii w Rugby Union Mężczyzn (2020)
Puchar Rumunii w Rugby Union Mężczyzn 2020 – siedemdziesiąta czwarta edycja Cupa României w rugby union. Zarządzane przez Federațiă Română de Rugby zawody odbyły się w sześciozespołowej obsadzie w dniach 19 września – 28 listopada 2020 roku. Obrońcą tytułu był zespół Steaua Bukareszt. 
W finale spotkały się zespoły CSM Știința Baia Mare i obrońców tytułu, a lepszy okazał się klub spoza stolicy.

## System rozgrywek
Siedemdziesiąta czwarta edycja Pucharu Rumunii odbyła się według takiego samego formatu jak w ubiegłym sezonie, a wziąć w nich miały udział wszystkie drużyny uczestniczące w organizowanych przez Federațiă Română de Rugby rozgrywkach SuperLigi obecnego sezonu. Rywalizację zaplanowano początkowo na okres od sierpnia do października 2020 roku, a ostatecznie z miesięcznym opóźnieniem sześć klubów rywalizowało systemem kołowym w ramach dwóch trzyzespołowych grup o awans do finału.

## Faza grupowa

### Grupa A
| 19 września 202015:00 | CSM Știința Baia Mare | 96:6 | CS Universitatea Cluj-Napoca | Arena Zimbrilor, Baia Mare |
| 19 września 202015:00 |                       | 96:6 |                              | Arena Zimbrilor, Baia Mare |

| 18 listopada 202011:00 | CS Universitatea Cluj-Napoca | 5:0 | RCM Timișoara | Parcul Sportiv Iuliu Hațieganu, Kluż-Napoka |
| 18 listopada 202011:00 |                              | 5:0 |               | Parcul Sportiv Iuliu Hațieganu, Kluż-Napoka |

| 4 października 202011:00 | CSM Știința Baia Mare | 5:0 | RCM Timișoara | Arena Zimbrilor, Baia Mare |
| 4 października 202011:00 |                       | 5:0 |               | Arena Zimbrilor, Baia Mare |

| 10 października 202015:00 | CS Universitatea Cluj-Napoca | 0:5 | CSM Știința Baia Mare | Parcul Sportiv Iuliu Hațieganu, Kluż-Napoka |
| 10 października 202015:00 |                              | 0:5 |                       | Parcul Sportiv Iuliu Hațieganu, Kluż-Napoka |

| 14 listopada 202011:00 | RCM Timișoara | 0:5 | CS Universitatea Cluj-Napoca | Stadionul Gheorghe Rășcanu, Timișoara |
| 14 listopada 202011:00 |               | 0:5 |                              | Stadionul Gheorghe Rășcanu, Timișoara |

| 21 listopada 202011:00 | RCM Timișoara | 0:5 | CSM Știința Baia Mare | Stadionul Gheorghe Rășcanu, Timișoara |
| 21 listopada 202011:00 |               | 0:5 |                       | Stadionul Gheorghe Rășcanu, Timișoara |

### Grupa B
| 19 września 2020 | Steaua Bukareszt | 66:20 | ACS Tomitanii Constanța | Ghencea, Bukareszt |
| 19 września 2020 |                  | 66:20 |                         | Ghencea, Bukareszt |

| 26 września 202012:00 | ACS Tomitanii Constanța | 14:34 | Dinamo Bukareszt | Stadionul Mihai Naca, Konstanca |
| 26 września 202012:00 |                         | 14:34 |                  | Stadionul Mihai Naca, Konstanca |

| 3 października 2020 | Dinamo Bukareszt | 10:50 | Steaua Bukareszt | Stadion Florea Dumitrache, Bukareszt |
| 3 października 2020 |                  | 10:50 |                  | Stadion Florea Dumitrache, Bukareszt |

| 10 października 202012:00 | ACS Tomitanii Constanța | 3:36 | Steaua Bukareszt | Stadionul Mihai Naca, Konstanca |
| 10 października 202012:00 |                         | 3:36 |                  | Stadionul Mihai Naca, Konstanca |

| 14 listopada 202012:00 | Dinamo Bukareszt | 5:0 | ACS Tomitanii Constanța | Stadion Florea Dumitrache, Bukareszt |
| 14 listopada 202012:00 |                  | 5:0 |                         | Stadion Florea Dumitrache, Bukareszt |

| 21 listopada 202012:00 | Steaua Bukareszt | 38:14 | Dinamo Bukareszt | Ghencea, Bukareszt |
| 21 listopada 202012:00 |                  | 38:14 |                  | Ghencea, Bukareszt |

## Finał
| 28 listopada 202012:00 | CSM Știința Baia Mare | 35:19 | Steaua Bukareszt | Stadionul Olimpia, Bukareszt |
| 28 listopada 202012:00 |                       | 35:19 |                  | Stadionul Olimpia, Bukareszt |